# 兴山木蓝
兴山木蓝（学名：Indigofera decora var. chalara）为豆科木蓝属下的一个变种。

## 扩展阅读
- 維基物種上的相關：兴山木蓝